# 明登-吕伯克县
明登-吕伯克县（德語：Kreis Minden-Lübbecke）是德国北莱茵-威斯特法伦州东北部的一个县，隶属于代特莫尔德行政区，首府明登。

## 地理
明登-吕伯克县北面与下萨克森州的迪普霍尔茨县和宁堡县，东面与下萨克森州的绍姆堡县，南面与利珀县和黑尔福德县，西面与下萨克森州的奥斯纳布吕克县相邻。